# 마크-앤서니 허
마크-앤서니 허(Marc Anthony Hurr, 1991년 11월 17일~)사업가이자 멘토이다. 티페이(Teapay), 선데이 마켓플레이스(Sunday Marketplace) 및 이반 온라인 UAB(Iban Online UAB)의 공동 창립자이다. 티페이 LTD의 CEO이자 운영 이사이다. 그의 회사는 전자 결제 부문에 종사하고 있다. 그는 또한 보험 중개 회사인 세이프브록(Safebrok)의 이사이기도 하다. 그는 선데이 마켓플레이스의 CEO였다.

## 생활
마크-앤서니 허는 1991년 11월 17일 뉴질랜드 오클랜드 교외의 오타후에서 태어났다. 그의 어머니는 프랑스에서 태어난 프랑스어, 스페인어, 영어 교사인 마리-라인 허(Marie-Line Hurr, 본명 Fages)이다. 아버지 스탠리 허는 런던에서 태어난 영국 화가이자 풍자 만화가, 일러스트레이터이다. 그는 브리스톨 대학교에서 공학 수학을 전공하고 석사 학위를 받았다. 그 후 세비야 대학교에서 산업 공학을 전공했다. 하버드 비즈니스 스쿨에서 교육을 마쳤다.
2016년 Hurr는 영국 런던으로 이주하여 컨설팅 회사에서 일하기 시작했다. 그해 말에 그는 도미니카 공화국에 신용 기관을 설립하기 위해 사임했다. 회사는 나중에 사무실을 멕시코시티로 이전했다.
Hurr는 2018년 영국으로 돌아와 전자 화폐 기관인 Teapay를 공동 창립했으며 같은 해 Sunday Marketplace를 설립했다.
2020년에는 리투아니아에서 Iban Online UAB를 공동 설립하고 세이프브로크의 이사회 멤버가 되었으며, 2021년에는 인터내셔널 선데이를 공동 설립했다.